# Window Rock
Window Rock (in navajo: Tségháhoodzání) è un census-designated place (CDP) degli Stati Uniti d'America della contea di Apache nello Stato dell'Arizona. La popolazione era di 2.712 abitanti al censimento del 2010.
È la sede del governo e capitale della Riserva Navajo, il più grande territorio di una riserva di nativi americani nel Nord America. Si trova all'interno dei confini del capitolo di St. Michaels, adiacente al confine tra l'Arizona e il Nuovo Messico. Window Rock ospita il campus governativo della Riserva Navajo che contiene il Consiglio dei Navajo, la Corte suprema dei Navajo, gli uffici del presidente e del vicepresidente della Riserva Navajo e molti edifici governativi dei Navajo. L'attrazione principale di Window Rock è la formazione a finestra di arenaria da cui prende il nome la comunità. Il Navajo Nation Museum, il Navajo Nation Zoological and Botanical Park e il memoriale del Navajo Nation Code Talkers World War II si trovano a Window Rock.

## Geografia fisica
Window Rock è situata a 35°40′22″N 109°03′44″W (35.672752, -109.062097).
Secondo lo United States Census Bureau, la città ha una superficie totale di 13,67 km², dei quali 13,67 km² di territorio e 0 km² di acque interne (0,02% del totale).

## Storia
Fino al 1936, l'area era scarsamente popolata e conosciuta solo con il suo nome cerimoniale Niʼ Ałníiʼgi ("Centro del Mondo"). John Collier, commissario per gli affari indiani, scelse il sito per istituire la sede dell'Agenzia Centrale Navajo. La sua proposta di rendere il nome cerimoniale il nome ufficiale incontrò resistenza e i Navajo presto lo ridicolizzarono come "ni ałnííʼgóó" (~ "nel tuo mezzo (parti)").
A causa di ciò, il nome del principale punto di riferimento locale, la roccia con il foro in mezzo (navajo: tségháhoodzání) è stato scelto e reso in inglese come "Window Rock".
Tségháhoodzání (la roccia perforata), che si trova a nord degli edifici dell'amministrazione governativa Navajo, è importante nella tradizionale Navajo Water Way Ceremony (Tóee). Era uno dei quattro posti in cui gli uomini di medicina Navajo vanno con le loro tradizionali brocche d'acqua tessute per ottenere l'acqua per la cerimonia che si tiene per l'abbondanza di piogge.

## Società

### Evoluzione demografica
Secondo il censimento del 2010, la popolazione era di 2.712 abitanti.

### Etnie e minoranze straniere
Secondo il censimento del 2010, la composizione etnica del CDP era formata dal 2,47% di bianchi, lo 0,04% di afroamericani, il 94,4% di nativi americani, lo 0,74% di asiatici, lo 0,22% di oceanici, lo 0,33% di altre etnie, e l'1,81% di due o più etnie. Ispanici o latinos di qualunque etnia erano l'1,77% della popolazione.